# Референдумы в Швейцарии (1962)
Референдумы в Швейцарии проходили 1 апреля, 27 мая и 4 ноября 1962 года. В апреле прошёл референдум по гражданский инициативе о запрете ядерного оружия, который был отклонён 65% голосов избирателей. В мае проходили референдумы по конституционной поправке, касающейся охраны природы, и по федеральному закону о обновлении системы оплаты на федеральном уровне. Конституционная поправка была принята, а федеральный закон отклонён. В ноябре референдум по конституционной поправке о выборах в Национальный совет был одобрен.

## Результаты

### Апрель: Запрет ядерного оружия
| Выбор                                | Общее голосование | Общее голосование | Кантоны | Кантоны | Кантоны |
| Выбор                                | Голосов           | %                 | Полных  | Полу-   | Всего   |
| ------------------------------------ | ----------------- | ----------------- | ------- | ------- | ------- |
| За                                   | 286 895           | 34,8              | 4       | 0       | 4       |
| Против                               | 537 138           | 65,2              | 15      | 6       | 18      |
| Пустых бюллетеней                    | 14 003            | –                 | –       | –       | –       |
| Недействительных бюллетеней          | 1 554             | –                 | –       | –       | –       |
| Всего                                | 839 590           | 100               | 19      | 6       | 22      |
| Зарегистрированных избирателей/ Явка | 1 510 038         | 55,6              | –       | –       | –       |
| Источник: Nohlen & Stöver            |                   |                   |         |         |         |

### Май: Конституционная поправка об охране окружающей среды
| Выбор                                | Общее голосование | Общее голосование | Кантоны | Кантоны | Кантоны |
| Выбор                                | Голосов           | %                 | Полных  | Полу-   | Всего   |
| ------------------------------------ | ----------------- | ----------------- | ------- | ------- | ------- |
| За                                   | 442 559           | 79,1              | 19      | 6       | 22      |
| Против                               | 116 856           | 20,9              | 0       | 0       | 0       |
| Пустых бюллетеней                    | 25 360            | –                 | –       | –       | –       |
| Недействительных бюллетеней          | 582               | –                 | –       | –       | –       |
| Всего                                | 585 357           | 100               | 19      | 6       | 22      |
| Зарегистрированных избирателей/ Явка | 1 509 718         | 38,8              | –       | –       | –       |
| Источник: Nohlen & Stöver            |                   |                   |         |         |         |

### Май: Оплата на федеральном уровне
| Выбор                                | Голосов   | %    |
| ------------------------------------ | --------- | ---- |
| За                                   | 176 737   | 31,7 |
| Против                               | 381 229   | 68,3 |
| Пустых бюллетеней                    | 26 823    | –    |
| Недействительных бюллетеней          | 726       | –    |
| Всего                                | 585 515   | 100  |
| Зарегистрированных избирателей/ Явка | 1 509 718 | 38,8 |
| Источник: Nohlen & Stöver            |           |      |

### Ноябрь: О выборах в Национальный совет
| Выбор                                | Общее голосование | Общее голосование | Кантоны | Кантоны | Кантоны |
| Выбор                                | Голосов           | %                 | Полных  | Полу-   | Всего   |
| ------------------------------------ | ----------------- | ----------------- | ------- | ------- | ------- |
| За                                   | 331 059           | 63,7              | 13      | 6       | 16      |
| Против                               | 188 731           | 36,3              | 6       | 0       | 6       |
| Пустых бюллетеней                    | 29 661            | –                 | –       | –       | –       |
| Недействительных бюллетеней          | 1 016             | –                 | –       | –       | –       |
| Всего                                | 550 467           | 100               | 19      | 6       | 22      |
| Зарегистрированных избирателей/ Явка | 1 515 920         | 36,3              | –       | –       | –       |
| Источник: Nohlen & Stöver            |                   |                   |         |         |         |